# Moniot de Paris
Moniot de Paris (fl. dopo il 1250) è stato un troviero ed era  probabilmente lo stesso Monniot che scrisse il Dit de fortune nel 1278.
Una volta si era pensato che fosse vissuto intorno al 1200, ma attualmente questa datazione è stata rifiutata. 
Moniot scrisse nove componimenti tuttora esistenti: tre pastourelles, una chanson de rencontre, una chanson de la malmariée, e quattro enigmatiche rotrouenges che non appartengono alla varietà del grand chant. Ovunque, la sua opera rappresenta un offuscamento dei confini tradizionali tra i generi. Uno studioso moderno, J. Frappier, si è spinto avanti fino a identificare in lui una nuova concezione dell'amor cortese: une courtoisie embourgeoisée (una cortesia imborghesita). Moniot rappresenta uno "stile basso" o un "lirismo meno raffinato". I suoi temi, sia lirici sia musicali, sono leggeri nel tono. Egli usa i ritornelli (come l'onomatopeico "Vadu, vadu, vadu, va!") in quasi tutti i suoi componimenti e le sue melodie sono estremamente semplici, con note e frasi ripetute, e brevi intervalli.

## Poesie
- A une ajournee
- Au nouvel (o nouviau) tens que nest la violete
- Je chevauchoie l'autrier
- L'autrier par un matinet
- Li tens qui reverdoie
- Lonc tens ai mon tens usé
- Pour mon cuer releecier
- Quant je oi chanter l'alouete
- Qui veut amours maintenir